# Банішевський Анатолій Андрійович
Анато́лій Андрі́йович Баніше́вський (*23 лютого 1946, Баку — †10 грудня 1997, Баку) — азербайджанський радянський футболіст, нападник, відомий виступами за бакинське «Нефтчі» та збірну СРСР. Згодом — футбольний тренер.
Майстер спорту (1965), Майстер спорту міжнародного класу (1966), Заслужений майстер спорту (1991). Лауреат Ювілейної нагороди УЄФА як найвидатніший азербайджанський футболіст 50-річчя (1954—2003).

## Кар'єра гравця
Вихованець дитячих команд бакинських футбольних клубів «Локомотив» та «Нафтовик». З 1963 року — у складі дорослої команди «Нафтовика», за яку вже наступного року у 18-річному віці дебютував у матчах чемпіонату СРСР. У складі «Нафтовика» (з 1968 року — «Нефтчі») провів усю активну ігрову кар'єру, яка тривала 14 років, до 1978. Протягом цього періоду команда, за виключенням трьох сезонів у 1973—1976 роках, змагалася у вищій лізі союзної першості. Її найбільшим досягненням стали бронзові нагороди чемпіонату СРСР 1966 року. Банишевський взяв участь у 288 матчах команди, у яких відзначився 121 забитим голом.
Протягом 1965—1972 років гравець викликався до лав футбольної збірної СРСР, за яку провів 50 ігор, записавши собі до активу 19 голів у складі головної команди країни. Брав участь у чемпіонаті світу 1966 року та чемпионаті Європи 1968 року. У складі збірної СРСР на чемпионаті Європи 1972 року став віце-чемпіоном континенту. У 1967—1968 роках також залучався до лав олімпійської збірної Радянського Союзу, за яку зіграв у 4 матчах, забив 1 гол.

## Тренерська діяльність
По завершенні ігрової кар'єри працював тренером. У 1981—1983 входив до тренерського штабу «Нефтчі», який був змушений зі скандалом залишити. Згодом працював у нижчолігових командах. 1992 року прийняв пропозицію з Буркіна-Фасо очолити молодіжну збірну цієї країни, пропрацював в Африці лише один рік через загострення проблем зі здоров'ям.

## Останні роки життя
Проблеми зі здоров'ям, пов'язані з діабетом, у колишнього футболіста почалися ще у 1980-х, у 1987 році він пережив першу діабетичну кому. Згодом хвороба розвивалася, з'являлися численні ускладнення. Банішевський розлучився з дружиною, за деякими джерелами — через власні проблеми з алкоголізмом. У жовтні 1996 року одружився повторно, а ще за рік, у грудні 1997 відбулося чергове загострення хвороби, яке стало останнім.
Помер 10 грудня 1997 у віці 51 року. Похований у Баку.

## Досягнення та нагороди

### Командні
- Віце-чемпіон Європи: 1972
- Бронзовий призер чемпіонату СРСР: 1966

### Особисті
- Найвидатніший азербайджанський футболіст 50-річчя (1954—2003)
- Заслужений майстер спорту СРСР (1991)
- Кавалер азербайджанського ордена Слави (1996)